# Cirrus Airlines
Cirrus Airlines è stata una compagnia aerea tedesca che ha operato per conto di Lufthansa e anche di Swiss International Air Lines. La base di armamento era l'aeroporto di Saarbrücken-Ensheim.

## Storia
Cirrus Airlines fu fondata nel febbraio 1995 con il nome Cirrus Luftfahrtgesellschaft mbH. Inizialmente si dedicò all'aero-taxi e ai trasporti executive. Nel marzo 1998 gni fu rilasciata la licenza per trasporti aerei di linea. Il 1° agosto 1999 acquistò Cosmos Air, integrandone la flotta di Dornier 328. Contestualmente prendevano avvio i collegamenti di linea.
Per tutti gli anni del Nuovo Millennio furono utilizzati anche DHC 8, vari modelli di bireattori ERJ dell'Embraer, e Boeing 737 noleggiati.
Un momento fondamentale avvenne nel febbraio 2000, quando entrò all'interno del marchio Team Lufthansa e divenne partner di Lufthansa. Questa presenza continuò anche con il marchio Lufthansa Regional.
Cirrus proseguì l'espansione acquistando la conterranea Augsburg Airways nel dicembre del 2004 e, nel 2005, entrò a far parte di IATA (International Air Transport Association).
Nel gennaio 2009 il Cirrus Group, comprendente Cirrus Airlines, Cirrus Maintenance, Cirrus Flight-Training e Nana Tours, fu inglobato in Aviation Investment GmbH. Esattamente un anno più tardi il gruppo Cirrus spostò la sede nell'aeroporto di Saarbrücken (Germania).
Un po' a sorpresa, ma con non poco rammarico, il 20 gennaio 2012 tutte le attività di volo cessavano e il giorno 23 ufficializzava la dichiarazione di bancarotta.

## Destinazioni
La Cirrus Airlines toccava diversi aeroporti della Germania, inclusi quelli minori. Volò pure verso scali svizzeri ed austriaci.

## Flotta

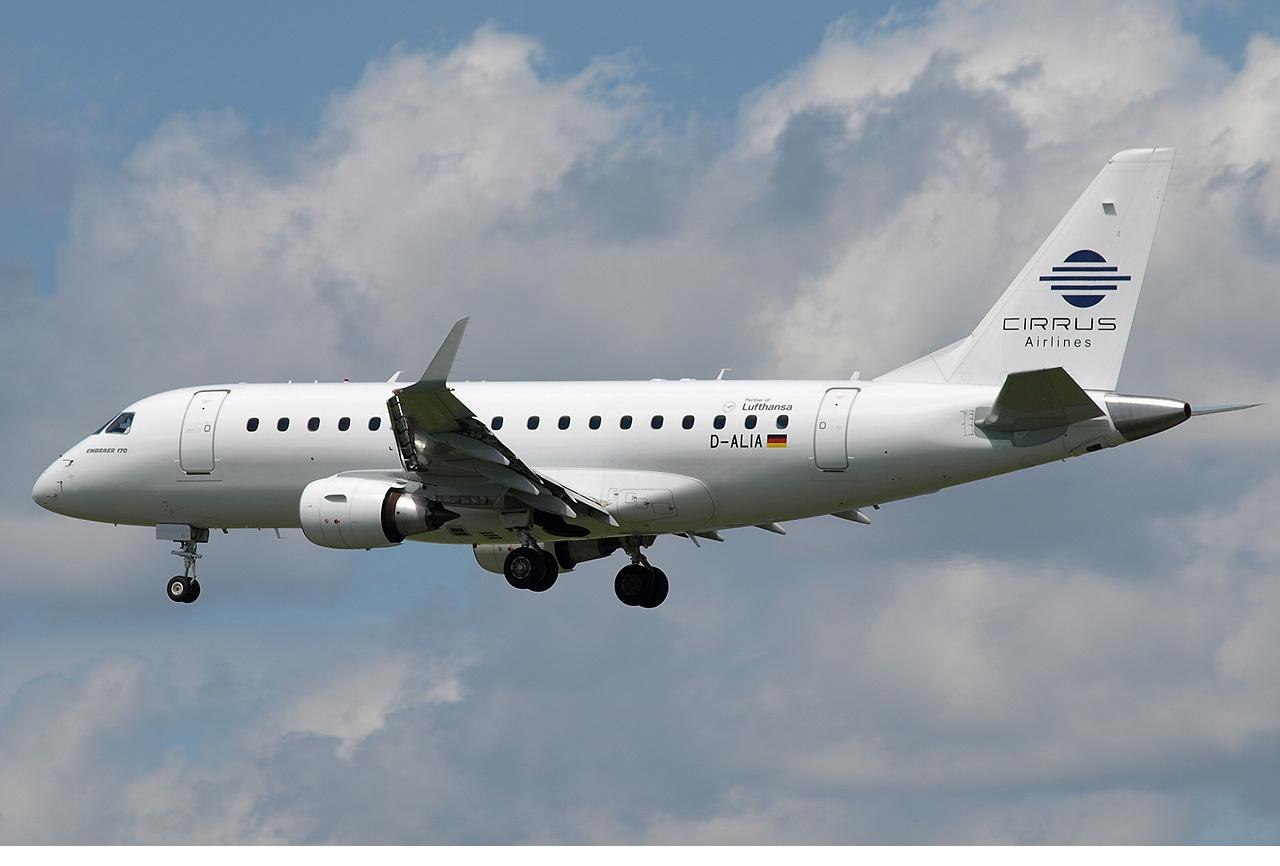
Embraer 170-100 immatricolato D-ALIA

La flotta di Cirrus Airlines, nel gennaio 2012, era composta dai seguenti aeromobili:
| Aereo                   | Passeggeri | Totale | Note        |
| ----------------------- | ---------- | ------ | ----------- |
| DHC-8-102               | 36         | 2      |             |
| DHC-8-311               | 50         | 1      |             |
| Dornier Do-328          | 32         | 11     | +4 ordinati |
| Farchild-Dornier 328JET | 31         | 4      |             |
| Embraer 135BJ           | VIP        | 1      |             |
| Embraer 170-100         | 76         | 1      |             |
| Totale                  | Totale     | 20     |             |